# Urraca (León)

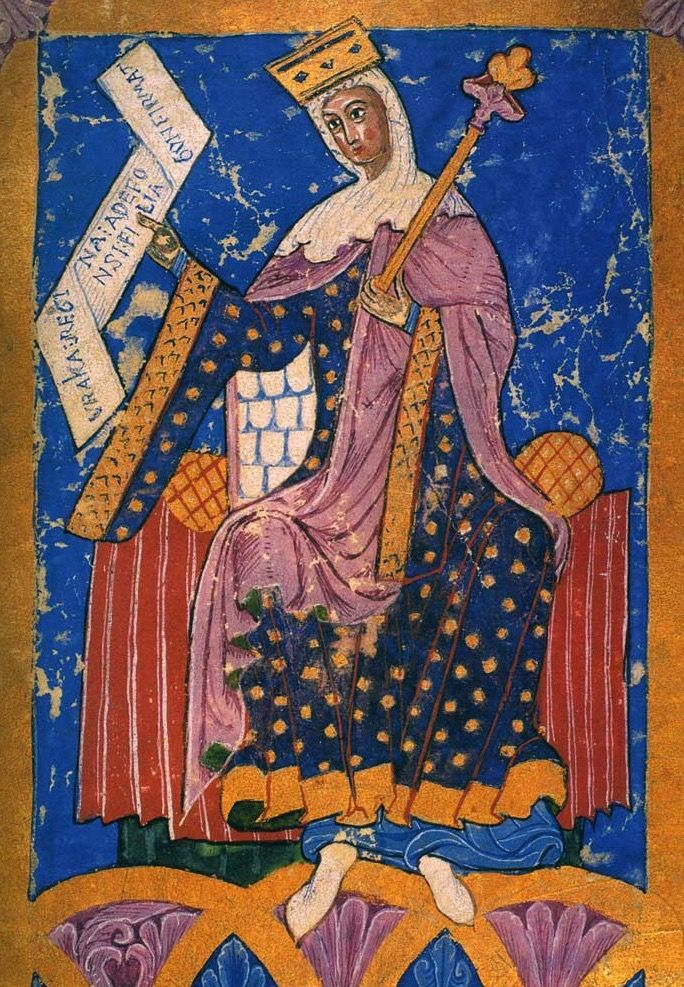
Königin Urraca (URAKA REGINA ADEFONSI FILIA CONFIRMAT) dargestellt in einer Miniatur aus dem 12. Jahrhundert. Archivo de la Catedral de Santiago, Tumbo A.

Urraca (* um 1080; † 8. März 1126 wohl bei Saldaña, Provinz Palencia) war von 1109 bis zu ihrem Tode eine Königin von León, Galicien und Kastilien aus dem Haus Jiménez. Sie war die erste aus eigenem Geburtsrecht heraus herrschende Königin des mittelalterlichen Europas.

## Familie
Urraca war das älteste und vermutlich einzige Kind von König Alfons VI. von León-Kastilien und dessen zweiter Frau Konstanze von Burgund, die dem französischen Geschlecht der Kapetinger angehörte. Sie wurde vermutlich im Spätjahr 1080 geboren, da ihre Eltern nicht vor dem Herbst 1079 geheiratet hatten. Aufgezogen wurde sie im Haushalt des einflussreichen leónesischen Großen Pedro Ansúrez, der ein enger Vertrauter ihres Vaters war. Im Jahr 1085 eroberte Alfons VI. die alte westgotische Hauptstadt Toledo von den Mauren zurück und begründete damit den Vorrang von León als führende Macht auf der Iberischen Halbinsel, indem er sich in die Würde eines „von Gott eingesetzten Herrschers über alle Nationen von Spanien“ (Deo constitutus imperator super omnes Spanie nationes) einsetzte.
Die Ehe ihrer Eltern hatte eine politische und dynastische Bande des leónesischen Herrscherhauses mit dem französischen Haus Burgund eingeleitet, die sich als richtungsweisend für Urracas Biographie wie auch für das Königshaus selbst herausstellen sollte. Im Jahr 1087 zog ihr Onkel, Herzog Odo I. von Burgund, nach Spanien, um sich im Kampf gegen die Mauren zu engagieren. Dessen Gefolge gehörte sein Schwager Raimund von Burgund an, mit dem Urraca vermutlich noch im selben Jahr verlobt wurde. Nachdem ihr Onkel König García von Galicien im Jahr 1090 nach langjähriger Gefangenschaft gestorben war, avancierte sie in Ermangelung weiterer männlicher Familienangehöriger zur potentiellen Erbin ihres Vaters und ihre Ehe mit Raimund wurde kurz darauf geschlossen. Einige Jahre später wurde ihr Cousin Heinrich von Burgund mit ihrer jüngeren Halbschwester Theresia verheiratet. Raimund wurde dazu von Alfons VI. zum Grafen von Galicien ernannt, was den Widerstand des einheimischen Adels gegen diese Einsetzung eines Landesfremden provozierte; dieses Aufbegehren konnte jedoch schnell gebrochen werden. Nach der Geburt des Infanten Sancho Alfónsez im Jahr 1093 schmälerten sich jedoch die Thronfolgeaussichten Urracas und Raimunds.
Um dieselbe Zeit setzten die Almoraviden von Afrika aus auf die iberische Halbinsel über, welche innerhalb weniger Jahre die zersplitterten maurischen Taifa-Königreiche beseitigten und somit wieder eine bedrohliche muslimische Macht bildeten. Um die Südwestgrenze zu sichern, wurde Raimund im Mai 1093 mit dem Territorium südlich von Galicien um die Städte Santarém, Cintra und Lissabon ausgestattet, dem Gebiet der Grafschaft Portugal; allerdings verlor er bereits im Folgejahr Lissabon an die Almoraviden. Im April 1097 vergab Alfons VI. die Grafschaft Portugal an Heinrich von Burgund, während Raimund zu einem ständigen und machtvollen Mitglied des königlichen Rats aufgestiegen war. Urraca gebar in dieser Zeit zwei Kinder: Sancha (* vor 1095) und Alfonso Raimúndez (* 1104).
Die Familie Alfons’ VI. von León:
|                                       |                                       |                                       |                                       | Konstanze von Burgund                                    | Konstanze von Burgund                                    | Konstanze von Burgund                                    | Konstanze von Burgund                                    | Konstanze von Burgund                                    | Konstanze von Burgund                                    |                                   |                                   | Alfons VI. König von León-Kastilien | Alfons VI. König von León-Kastilien | Alfons VI. König von León-Kastilien | Alfons VI. König von León-Kastilien | Alfons VI. König von León-Kastilien | Alfons VI. König von León-Kastilien |                               |                               | Jimena Muñoz                                    | Jimena Muñoz                                    | Jimena Muñoz                                    | Jimena Muñoz                                    | Jimena Muñoz                                    | Jimena Muñoz                                    |                                        |                                        |                                        |                                        |
|                                       |                                       |                                       |                                       | Konstanze von Burgund                                    | Konstanze von Burgund                                    | Konstanze von Burgund                                    | Konstanze von Burgund                                    | Konstanze von Burgund                                    | Konstanze von Burgund                                    |                                   |                                   | Alfons VI. König von León-Kastilien | Alfons VI. König von León-Kastilien | Alfons VI. König von León-Kastilien | Alfons VI. König von León-Kastilien | Alfons VI. König von León-Kastilien | Alfons VI. König von León-Kastilien |                               |                               | Jimena Muñoz                                    | Jimena Muñoz                                    | Jimena Muñoz                                    | Jimena Muñoz                                    | Jimena Muñoz                                    | Jimena Muñoz                                    |                                        |                                        |                                        |                                        |
|                                       |                                       |                                       |                                       |                                                          |                                                          |                                                          |                                                          |                                                          |                                                          |                                   |                                   |                                     |                                     |                                     |                                     |                                     |                                     |                               |                               |                                                 |                                                 |                                                 |                                                 |                                                 |                                                 |                                        |                                        |                                        |                                        |
| Raimund von Burgund Graf von Galicien | Raimund von Burgund Graf von Galicien | Raimund von Burgund Graf von Galicien | Raimund von Burgund Graf von Galicien | Raimund von Burgund Graf von Galicien                    | Raimund von Burgund Graf von Galicien                    |                                                          |                                                          | Urraca Königin von León-Kastilien                        | Urraca Königin von León-Kastilien                        | Urraca Königin von León-Kastilien | Urraca Königin von León-Kastilien | Urraca Königin von León-Kastilien   | Urraca Königin von León-Kastilien   |                                     |                                     | Theresia „König von Portugal“       | Theresia „König von Portugal“       | Theresia „König von Portugal“ | Theresia „König von Portugal“ | Theresia „König von Portugal“                   | Theresia „König von Portugal“                   |                                                 |                                                 | Heinrich von Burgund Graf von Portugal          | Heinrich von Burgund Graf von Portugal          | Heinrich von Burgund Graf von Portugal | Heinrich von Burgund Graf von Portugal | Heinrich von Burgund Graf von Portugal | Heinrich von Burgund Graf von Portugal |
| Raimund von Burgund Graf von Galicien | Raimund von Burgund Graf von Galicien | Raimund von Burgund Graf von Galicien | Raimund von Burgund Graf von Galicien | Raimund von Burgund Graf von Galicien                    | Raimund von Burgund Graf von Galicien                    |                                                          |                                                          | Urraca Königin von León-Kastilien                        | Urraca Königin von León-Kastilien                        | Urraca Königin von León-Kastilien | Urraca Königin von León-Kastilien | Urraca Königin von León-Kastilien   | Urraca Königin von León-Kastilien   |                                     |                                     | Theresia „König von Portugal“       | Theresia „König von Portugal“       | Theresia „König von Portugal“ | Theresia „König von Portugal“ | Theresia „König von Portugal“                   | Theresia „König von Portugal“                   |                                                 |                                                 | Heinrich von Burgund Graf von Portugal          | Heinrich von Burgund Graf von Portugal          | Heinrich von Burgund Graf von Portugal | Heinrich von Burgund Graf von Portugal | Heinrich von Burgund Graf von Portugal | Heinrich von Burgund Graf von Portugal |
|                                       |                                       |                                       |                                       |                                                          |                                                          |                                                          |                                                          |                                                          |                                                          |                                   |                                   |                                     |                                     |                                     |                                     |                                     |                                     |                               |                               |                                                 |                                                 |                                                 |                                                 |                                                 |                                                 |                                        |                                        |                                        |                                        |
|                                       |                                       |                                       |                                       | Alfons VII. (Alfonso Raimúndez) König von Léon-Kastilien | Alfons VII. (Alfonso Raimúndez) König von Léon-Kastilien | Alfons VII. (Alfonso Raimúndez) König von Léon-Kastilien | Alfons VII. (Alfonso Raimúndez) König von Léon-Kastilien | Alfons VII. (Alfonso Raimúndez) König von Léon-Kastilien | Alfons VII. (Alfonso Raimúndez) König von Léon-Kastilien |                                   |                                   |                                     |                                     |                                     |                                     |                                     |                                     |                               |                               | Alfons I. (Alfonso Enríquez) König von Portugal | Alfons I. (Alfonso Enríquez) König von Portugal | Alfons I. (Alfonso Enríquez) König von Portugal | Alfons I. (Alfonso Enríquez) König von Portugal | Alfons I. (Alfonso Enríquez) König von Portugal | Alfons I. (Alfonso Enríquez) König von Portugal |                                        |                                        |                                        |                                        |

## Thronfolge

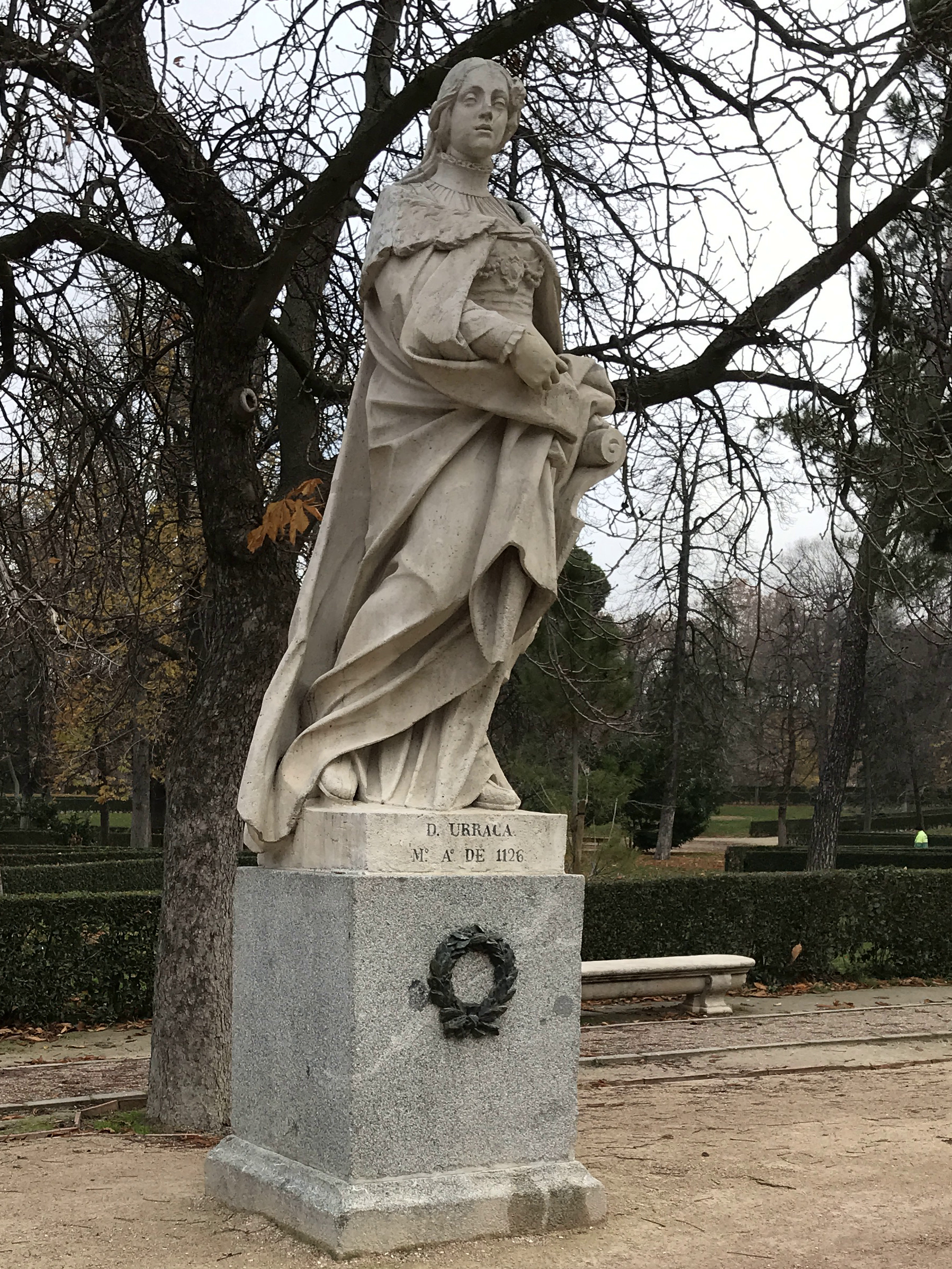
Urraca im Retiro-Park in Madrid

Zwischen den Jahren 1107 und 1109 schwanden die Aussichten Urracas auf die Nachfolge ihres Vaters zuerst völlig, bis sie am Ende dieser zwei Jahre doch den Thron besteigen konnte. Im Mai 1107 wurde zunächst ihr Halbbruder Sancho vom Vater zum alleinigen Erben designiert. Im September des gleichen Jahres starb Raimund, womit Urracas Interessen am Hof zugunsten der ihres Schwagers Heinrich von Portugal neutralisiert schienen. Lediglich die Regierung in der Grafschaft Galicien konnte sie in ihrem Namen weiterführen, wie die erste von ihr ausgestellten Urkunde vom 13. Dezember 1107 belegt, die sie deren Herrin von Galicien bezeichnete. Am 21. Januar 1108 bestätigte sie sich in ihrem Besitz als „Herrscherin von ganz Galicien“ (tocius Gallecie imperatrix). Der Tod ihres Halbbruders Sancho am 29. Mai 1108 in der Schlacht von Uclés stellte sie dann unerwartet wieder in das Zentrum der Überlegungen ihres Vaters in der Nachfolgefrage, als dessen älteste Tochter sie nun am ehesten die Rolle des potentiellen Thronfolgers übernehmen konnte.
Wohl im August 1108 wurde Urraca in Segovia von ihrem Vater mit dem König von Aragón, Alfons I. „dem Krieger“, verlobt, was einige Probleme nach sich zog. Zum einen waren sie als Cousins zweiten Grades in einem nach kirchlichen Maßstäben zu nahen Grad miteinander verwandt (Sancho III. von Navarra war ihr gemeinsamer Urgroßvater), was das Missfallen des Klerus unter der Führung des Erzbischofs von Toledo hervorrief. Zum anderen war der machtvolle leónesisch-kastilische Adel nicht für die Herrschaft eines Landesfremden zu begeistern. Weiterhin führte diese Ehe zu einer Vertiefung der innerfamiliären Kluft zwischen Urraca und ihrem Schwager Heinrich von Burgund, der Ambitionen auf die Regentschaft im Königreich für Urracas noch unmündigen Sohn, den Infanten Alfonso Raimúndez, hegte. Im Mai 1109 wurde Urraca in der symbolträchtigen Stadt Toledo, der Hauptstadt der westgotischen Vorgänger, im Beisein „aller Adligen und Grafen von Spanien“ von ihrem Vater offiziell zur Erbin proklamiert. Schon am 1. Juli 1109 starb Alfons VI. in Toledo und am 22. Juli 1109, einen Tag nach seiner Beisetzung, beurkundete Urraca eine Privilegierung zugunsten der Kirche von León als „Königin von ganz Spanien“ (Urraka dei nutu totius yspanie regina). Zur Bekräftigung ihrer Alleinherrschaft erweiterte sie ab 1110 ihren Titel um den von den Königen Léons traditionell reklamierten imperialen Charakter in „Urraca, in Gottes Gnaden Königin und Imperatorin (Kaiserin) von Spanien…“ (Vrracha, Dei gratia regina et imperatrix Yspanie).

## Ehe und Krieg mit Aragón
Heinrich von Portugal hatte sich schon kurz vor Urracas Machtübernahme vom Hof distanziert und seine Position in Portugal nach erfolgreichem Kampf gegen die Mauren gefestigt. Urraca zog derweil nach Monzón de Campos, wo sie ungeachtet des Protests des Erzbischofs von Toledo im Oktober 1109 die Hochzeit mit Alfons I. von Aragón beging. Ihr zweiter Ehemann hatte sich einen Namen als großer Krieger gegen die Mauren gemacht, der Aragón als zweite christliche Macht in Spanien etabliert hatte. Mit sechsunddreißig Jahren war die Ehe mit Urraca seine erste und sollte zugleich auch die einzige seines Lebens bleiben. Nach der Hochzeit begleitete Urraca ihren Mann auf einen Feldzug gegen den Herrscher von Saragossa und war am 24. Januar 1110 bei dem Sieg in der Schlacht von Valtierra zugegen. Im Mai desselben Jahres zog das Paar nach Galicien, wo es eine Revolte gegen ihre Herrschaft niederschlug. Der Widerstand des galicischen Adels richtete sich vornehmlich gegen Alfons I. von Aragón und trat für die Erbrechte des jungen Alfonso Raimúndez ein. Aber auch zwischen den Eheleuten kam es um diese Zeit zum Bruch, verursacht wahrscheinlich von Urracas außerehelichen Beziehungen und Alfonsos gewalttätigen Naturell. Gegen ihn erhob sie den Vorwurf der physischen Gewalt.
Im Sommer 1110 kehrte Alfons allein nach Aragón zurück, um den Krieg gegen Saragossa fortzuführen, worauf Urraca mit der Unterstützung ihres Adels und Klerus nun ihre selbstständige Regierung beginnen konnte. Um dieselbe Zeit traf in León die Nachricht ein, dass der Papst ihre Eheschließung ablehnte und Urraca unter Androhung der Exkommunikation zur Trennung von Alfons aufforderte. Ihr Ehemann war allerdings nicht bereit, eine Trennung und den damit verbundenen Machtverlust zu akzeptieren und rüstete darauf zum Machtkampf mit Urraca. Mit ihm verbündete sich nun auch Heinrich von Portugal, der sich von einem Sieg über Urraca eigenen Machtgewinn versprach. Am 26. Oktober 1111 musste Urraca gegen ihre Feinde in der Schlacht von Candespina eine erste schwere Niederlage hinnehmen, bei der ihr Liebhaber, Graf Gómez González, getötet wurde. Allerdings gelang es ihr darauf, die gegnerische Allianz zu zersprengen, indem sie Heinrich durch die Übertragung der Burgen von Zamora und Ceia auf ihre Seite ziehen konnte. Anschließend ließ sie ihren Sohn am 19. September 1111 in Santiago de Compostela als Alfons VII. zum König proklamieren, der damit als Gegenprätendent zu Alfons I. von Aragón aufgebaut wurde. Allerdings musste danach ein weiteres ihrer Heere bei Viadangos eine erneute Niederlage gegen Alfons I. von Aragón hinnehmen, der bis zum Jahresende sowohl Toledo wie auch León unter seine Kontrolle brachte.
Im Winter 1111/12 konsolidierte Urraca ihre Herrschaft in Galicien und richtete die Moral ihrer Gefolgsleute wieder auf. Das Bündnis mit ihrem Schwager Heinrich musste sie allerdings mit weiteren Gebietsabtretungen an ihn bezahlen. Im Frühjahr 1112 ging sie in die Offensive und konnte ihren Ehemann in Astorga einschließen. Ein Entscheidungskampf lag aber nicht in Urracas Absicht; stattdessen nutzte sie ihre militärische Überlegenheit, um eine Versöhnung mit Alfons I. von Aragón zu erzwingen, den sie noch immer als Gegengewicht zu ihrem Schwager Heinrich von Portugal gebrauchte, für dessen künftige Unterstützung sie nicht mit weiteren Gebietsabtretungen zahlen wollte. Zwar starb Heinrich noch im Sommer 1112, doch führte dessen Witwe Theresia seine energische Machtpolitik für ihren Sohn Alfonso Enríquez fort. Im Sommer 1112 nahmen Urraca und der König von Aragón noch einmal ihr Eheleben auf, bis schließlich Abt Pontius von Cluny als päpstlicher Legat erschien, der noch einmal die Annullierung der Ehe seitens des Papstes verkündete. Nach einigen weiteren Händeln kehrte Alfons „der Krieger“ am Ende des Jahres für immer in sein eigenes Königreich zurück und Urraca konnte endgültig die selbstständige Herrschaft über León und Kastilien übernehmen. Im Frühjahr 1113 vertrieb sie die letzten aragónesischen Garnisonen aus Burgos, was besonders von dem muslimischen Geschichtsschreiber Ibn al-Kardabus mit großer Genugtuung kommentiert wurde, war doch dem größten Gegner der Mauren dieser Zeit die schwerste Niederlage von dessen eigener Frau zugefügt wurden. Diese Erfolge musste sie allerdings mit der Etablierung der Familie ihrer Halbschwester Theresia in der Grafschaft Portugal bezahlen, die ihr gegenüber eine gleichberechtigte Stellung beanspruchte.

## Unruhige Jahre
Urracas weitere Herrschaft war durch ständige innere Unruhen und zahlreiche externe Kämpfe gekennzeichnet. Alfons I. von Aragón hielt weiter an seinem Herrschaftsanspruch über Kastilien fest, ihre Schwester Theresia opponierte im Verborgenen gegen sie und besonders südlich des Duero kam es zu wiederholten Revolten lokaler Adliger. Weiterhin war Toledo den Überfällen der Mauren von Córdoba ausgesetzt. Im Jahr 1115 wurden deshalb mehrere Feldzüge in das Gebiet von Córdoba durchgeführt, bei denen unter anderem der Statthalter der Almoraviden fiel. Im Frühjahr 1116 rebellierte der mächtige galicische Graf Pedro Froilaz de Traba, der Santiago de Compostela besetzte. Urraca musste mit Heeresmacht gegen ihn ziehen, um die Stadt wieder unter ihre Kontrolle zu bringen. Um die Lage in Galicien zu stabilisieren, verbündete sie sich mit dem einflussreichen Erzbischof Diego Gelmírez. Nachdem sie nach Sobroso gezogen war, wurde sie dort von den vereinten Kräften ihrer Schwester und Pedro Froilaz belagert, worauf sie sich nach Santiago de Compostela zurückziehen musste.

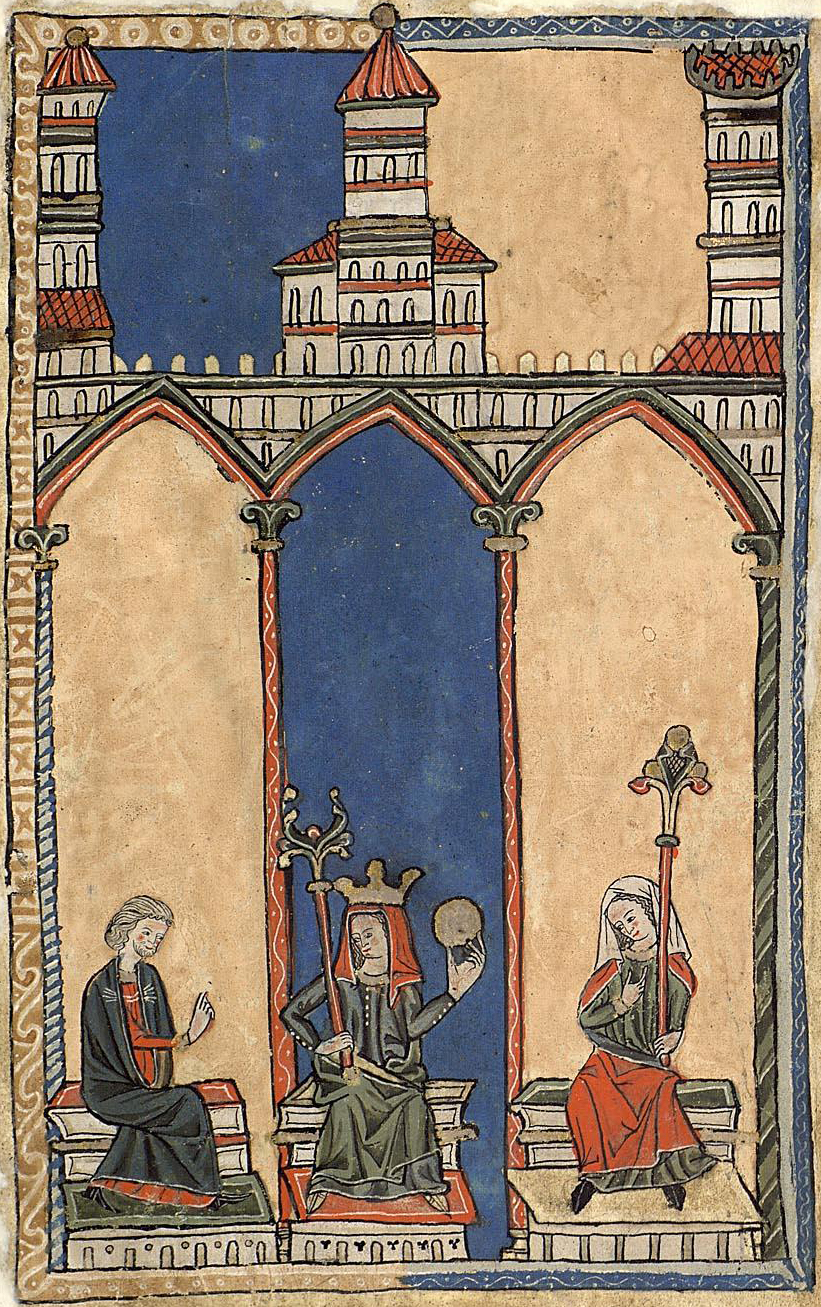
Miniatur aus dem 13. Jahrhundert. In der Mitte „Königin Theresia“ (Tharasie Regina), rechts daneben deren eheliche Tochter Urraca Enríquez und links deren Geliebter Fernando Pérez de Traba.

Um die Grenzprovinz von Zamora gegen die Angriffe der Mauren zu stabilisieren, siedelte Urraca am 3. Juni 1116 in León den noch jungen Ritterorden der Hospitaliter mittels Landschenkungen in dieser Region an. Anschließend ging sie gegen ihren ehemaligen Gatten vor und entriss ihm im August 1116 erfolgreich die Herrschaft über Sahagún. Um die unterschwellige Opposition in Galicien zu beruhigen, berief Urraca noch in Sahagún ein Konzil ihres Adels und Klerus ein. Im Namen ihres Sohnes opponierte Diego Gelmírez gegen sie und verbündete sich dabei mit der Familie des Pedro Froilaz und den Grafen von Lara. Indem Urraca nun ihren elfjährigen Sohn in der formellen Herrschaft über Galicien anerkannte, konnte sie den Gegnern den Wind aus den Segeln nehmen. Und auch mit ihrem früheren Ehemann kam sie gegen Jahresende 1116 zu einem friedlichen Ausgleich, indem sie mit ihm in Burgos einen Frieden mit einvernehmlicher Gütertrennung schloss, wobei Alfons I. von Aragón auf alle Herrschaftsrechte in León und Kastilien verzichtete. Lediglich die Herrschaftsrechte auf Burgos selbst blieben umstritten, was aber keine kriegerischen Auseinandersetzungen mehr zur Folge hatte, da sich Alfons I. von Aragón die nächsten Jahre ganz auf den Krieg gegen die Mauren um Saragossa konzentrierte. Der hartnäckigste Widerstand gegen Urracas Regierung ging stattdessen von ihrer Halbschwester Theresia aus, die sich seit November 1117 in ihren Urkunden „Königin von Portugal“ nannte und damit separatistische Bestrebungen zeigte.
Als Urraca im Juli 1117 in Santiago de Compostela mit Erzbischof Diego Gelmírez zu einer Unterredung zusammentraf, brach ein Volksaufstand aus, der sich hauptsächlich gegen die episkopale Stadtherrschaft richtete. Die Königin und der Bischof konnten vor den Rebellen zunächst in einen neu gebauten Turm der Kathedrale fliehen, der dann aber in Brand gesetzt wurde. Während der Erzbischof auf unbekannten Wegen aus der Stadt fliehen konnte, musste sich Urraca der aufgebrachten Volksmenge stellen, von der sie mit Steinen beworfen und an den Kleidern gerissen wurde. Gerettet wurde sie von einem herannahenden Heer des Grafen Pedro Froilaz, in dessen Gefolge sich auch ihr Sohn befand. Nachdem der Aufruhr dadurch augenblicklich beendet war, ging Urraca trotz ihrer Misshandlung milde mit dem Stadtvolk zu Gericht. Die bischöfliche Herrschaft wurde wiederhergestellt und nur die Rädelsführer wurden zum Exil und Güterkonfiszierung verurteilt. Etwa zur selben Zeit griffen die Almoraviden die Grafschaft Portugal an und belagerten Coimbra. Urraca nutzte sogleich die Bedrängnis ihrer Schwester, um sich wieder in die Herrschaft über Zamora und Toro zu setzen, die sie einst an Heinrich von Portugal hatte abtreten müssen. Auch gelang es ihr, einige Familien des galicisch-portugiesischen Grenzadels auf ihre Seite zu ziehen, womit sie die Machtstellung ihrer Schwester zusätzlich schwächte. Als Resultat des Friedens mit Aragón konnte Urraca ihre Herrschaft im Gebiet südlich des Duero wieder restaurieren und mit ihrem Sohn am 16. November 1117 in Toledo einziehen, der dort zum Imperator über ganz Spanien proklamiert wurde.
Gegen Jahresende 1117 starb Urracas langjähriger Vertrauter und väterlicher Freund Graf Pedro Ansúrez. In seine Position als erster königlicher Ratgeber wurde nun der kastilische Graf Pedro González de Lara eingesetzt, der als Urracas Geliebter quasi die Stellung eines inoffiziellen Prinzgemahls einnahm. Neben persönlichen Interessen war diese Verbindung auch mit handfesten politischen Motiven verbunden, denn damit hatte sich Urraca einen unschätzbaren Eckpfeiler ihrer Macht in Kastilien und damit gegenüber ihrem ehemaligen Ehemann gesichert. Dieser konnte am 22. Januar 1119 nach langem Kampf endlich Saragossa erobern und damit einen entscheidenden Sieg gegen die Mauren erringen. Ihre Verbindung zum Hause Lara vertiefte Urraca durch die Verheiratung ihrer Halbschwester Sancha mit dem Bruder ihres Geliebten, Rodrigo González de Lara, weiter. Gegen den wachsenden Einfluss der Kastilier am königlichen Hof erhob sich im Juni 1119 eine leónesische Adelsfronde unter der Führung von Guter Fernández, dem ehemaligen königlichen Majordomus. Dieser nahm Pedro González de Lara gefangen und belagerte Urraca am 18. Juli in der Burg von León. Die Differenzen zwischen Urraca und ihren leónesischen Vasallen konnten bis zum September 1119 in einem Kompromiss beigelegt werden. Seither beteiligte sie zunehmend ihren Sohn an der Regierung, wobei dieser vornehmlich in Toledo regieren sollte, während sich Urraca nun verstärkt der Angelegenheiten in León und Galicien annahm. Gegenüber ihren Vasallen erhielt sie dabei den Rückhalt von Papst Calixtus II., einem Bruder ihres ersten Ehemannes, der in einem Brief vom 4. März 1120 seine Verbitterung über die Fragilität der Lehnstreue der Vasallen gegenüber Urraca zum Ausdruck brachte.

## Herrschaftskonsolidierung
Im Frühjahr 1120 war Urracas Herrschaft soweit gefestigt, dass sie endlich gegen Theresia in die Offensive gehen konnte. In einer militärischen Blitzaktion stieß sie von Galicien aus nach Portugal vor, überschritt den Miño und schlug bei Tui die gegnerische Streitmacht in die Flucht. Anschließend belagerte sie die zurückweichende Theresia in Lanhoso nördlich von Braga. Im Juli 1120 konnte Urraca in Braga einziehen und dort die Unterwerfung ihres Neffen Alfonso Enríquez, den sie als Graf von Portugal anerkannte, und des führenden portugiesischen Adels entgegennehmen. Die seit 1109 bestehende unabhängige Herrschaft ihrer Schwester konnte sie damit beenden und Portugal wieder unter die Hoheit der leónesischen Krone stellen.

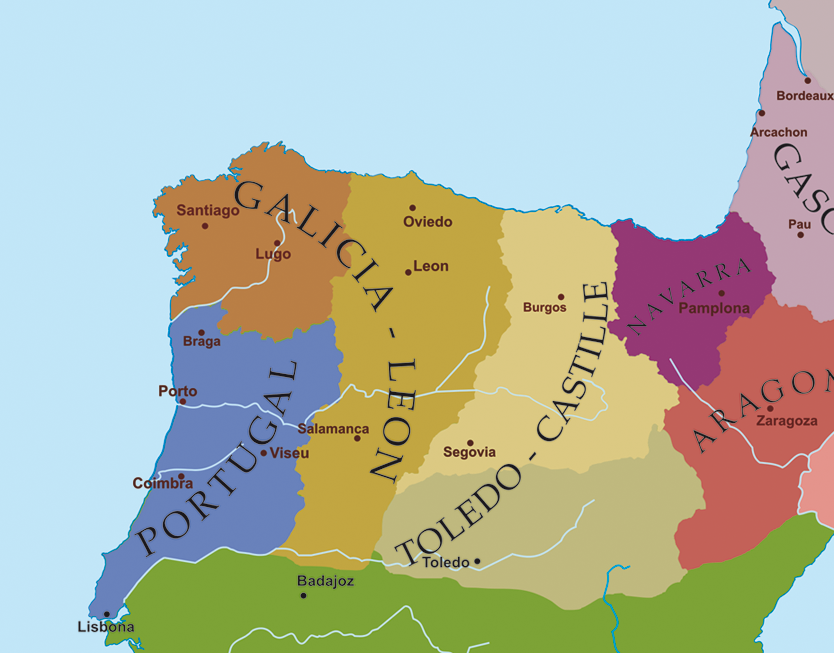
Die politische Landkarte Spaniens im 12. Jahrhundert.

Nachdem sie ihre Macht in Portugal wieder hatte etablieren können, beabsichtigte Urraca dies auch in Galicien zu tun, wo in den vorangegangenen Jahren vor allem Erzbischof Diego Gelmírez seine Macht hatte erweitern und sich zu einer Art Gegenherrscher hatte etablieren können. Er und der mit ihm verbündete galicische Adel paktierten im Geheimen mit Theresia von Portugal gegen Urraca. So warnte diese in einem Brief vom Juni 1120 den Erzbischof vor den nächsten Schritten der Königin. Am 20. Juli 1120 zog Urraca in Santiago de Compostela ein und ließ den Erzbischof augenblicklich festnehmen. Damit beendete sie die kirchliche Herrschaft über die Stadt, indem sie die Türme der Stadt besetzen ließ. Allerdings provozierte dieser Handstreich einen Volksaufstand, vor dem sich Urraca wieder in den Schutz der Kathedrale zurückziehen musste. Und als der Graf Pedro Froilaz ein Heer gegen sie rekrutierte, dem sich auch ihr eigener Sohn anschloss, musste sie schon am 28. Juli den Erzbischof wieder freilassen, um die Lage zu beruhigen. In die Stadtherrschaft setzte sie ihn allerdings nicht wieder ein, wogegen Papst Calixtus II. in fünf Schreiben vom 7. Oktober 1120 an sie, ihren Sohn, den Kardinallegaten Boso, Erzbischof Bernardo von Toledo und den gesamten spanischen Klerus scharf protestierte. Darin wurde sie mit der Exkommunikation und dem Interdikt über ihr Königreich bedroht, sollte sie den Erzbischof nicht wieder in seine Herrschaft einsetzen. Der päpstlichen Intervention nachgebend, nahmen Urraca und ihre Gegner im November 1120 Friedensgespräche auf. Diese verliefen allerdings aufgrund der Kompromisslosigkeit beider Seiten im Sand, worauf Urraca im Frühjahr 1121 mit Heeresmacht nach Galicien vorrückte und in der Nähe von Santiago de Compostela Position bezog. Gegen sie stellten Erzbischof Diego Gelmírez und Graf Pedro Froilaz ebenfalls ein Heer auf, dem auch wieder ihr Sohn angehörte. Nach einigen kleineren Gefechten waren beide Seiten dann doch zu Friedensgesprächen bereit, um größeres Blutvergießen zu vermeiden. Urraca musste den Erzbischof wieder in allen Herrschaftsrechten auf Santiago de Compostela anerkennen; trotzdem hielt dieser weiter an der Feindschaft gegen sie fest. Im Einvernehmen mit dem päpstlichen Legaten Boso betrieb er sogar Urracas Absetzung und die Inthronisierung ihres Sohnes, auf den er einen großen Einfluss ausübte. Dagegen besaß Urraca aber die Unterstützung Papst Calixtus’ II., der die Macht von Diego Gelmírez innerhalb der Kirchenhierarchie stark beschnitt, indem er den Erzbischof von Braga zum Obermetropoliten über die Bistümer von Portugal und Galicien ernannte und Erzbischof Bernardo von Toledo zum Primat der Kirche von ganz Spanien einsetzte. Bernardo von Toledo war ein enger Vertrauensmann von Urraca, der zwischen ihr und dem sechzehnjährigen Alfonso Raimundez erfolgreich vermittelnd eine Versöhnung zwischen Mutter und Sohn erreichte, wiederum zum Nachteil des Erzbischofs von Santiago de Compostela.

## Letzte Jahre
Urracas letzten sechs Herrscherjahre verliefen weitgehend ruhig. Geprägt war diese Zeit hauptsächlich von innerkirchlichen Querelen zwischen den Erzbischöfen von Toledo und Santiago de Compostela um Einfluss in der spanischen Kirchenhierarchie, wobei Urraca ihren Vertrauensmann Bernardo von Toledo unterstützte. Im Mai 1123 war sie stark genug, um ihren ständigen Rivalen in Galicien, Graf Pedro Froilaz, festzunehmen und dessen Ländereien zu konfiszieren. Damit konnte sie nicht nur die Machtstellung der Krone in Galicien entscheidend stärken, sondern auch jene des Erzbischofs von Santiago de Compostela schwächen. Einzig Theresia stellte nach wie vor einen Hort des Widerstands dar; sie hatte sich seit 1121 im südlichen Galicien wieder ein unabhängiges Herrschaftsgebiet mit Tui als Zentrum erkämpft. Allerdings war Theresia mit ihrem eigenen Sohn verfeindet, der wiederum von Urraca als ihr verpflichteter Graf von Portugal anerkannt wurde. Und auch die Neutralisierung ihres Verbündeten Pedro Froilaz wies Theresia in die Schranken, dessen Familie Urraca durch die Heirat ihrer unehelichen Tochter mit einem seiner Söhne an sich binden konnte.
Ab 1124 übergab Urraca schrittweise die Regentschaft an ihren Sohn. Zunächst überließ sie ihm unter der Beratung des Erzbischofs Bernardo von Toledo die Herrschaft im Gebiet südlich des Duero, also in Toledo. In einer am 11. September 1125 in San Pedro de las Dueñas ausgestellten Urkunde nennt sich Alfons VII. erstmals „König von Spanien“ (hispanie rex), was offenbar die Ausweitung seiner Mitregentschaft auf das gesamte Königreich dokumentiert. Am 8. März 1126 starb Urraca nahe Saldaña am Río Carrión im Alter von 46 Jahren. Die Glaubwürdigkeit des Berichts aus dem Chronicon Compostelana, wonach sie in Folge einer Frühgeburt starb, ist in der Geschichtswissenschaft umstritten. Alfons VII. hielt sich an diesem Tag im dreißig Kilometer entfernten Sahagún auf und zog am folgenden Tag sofort nach León, um dort die Huldigung der Vasallen des Königreichs entgegenzunehmen. Urraca wurde in der Abtei San Isidoro in León bestattet, deren Ausbau sie gefördert hatte.

## Familiäres

### Vorfahren
| Sancho III. von Navarra (990–1035) | Sancho III. von Navarra (990–1035) | Sancho III. von Navarra (990–1035) | Sancho III. von Navarra (990–1035) | Sancho III. von Navarra (990–1035)     | Sancho III. von Navarra (990–1035)     |                                        |                                        | Munia Mayor von Kastilien (990–1066)   | Munia Mayor von Kastilien (990–1066)   | Munia Mayor von Kastilien (990–1066) | Munia Mayor von Kastilien (990–1066) | Munia Mayor von Kastilien (990–1066)      | Munia Mayor von Kastilien (990–1066)      |                                           |                                           | Alfons V. von León (994–1028)             | Alfons V. von León (994–1028)             | Alfons V. von León (994–1028) | Alfons V. von León (994–1028) | Alfons V. von León (994–1028) | Alfons V. von León (994–1028) |                             |                             | Elvira Mendes               | Elvira Mendes               | Elvira Mendes | Elvira Mendes | Elvira Mendes      | Elvira Mendes |  |  | Robert II. von Frankreich (972–1031) | Robert II. von Frankreich (972–1031) | Robert II. von Frankreich (972–1031) | Robert II. von Frankreich (972–1031) | Robert II. von Frankreich (972–1031) | Robert II. von Frankreich (972–1031) |                                   |                                   | Konstanze von der Provence (986–1034) | Konstanze von der Provence (986–1034) | Konstanze von der Provence (986–1034) | Konstanze von der Provence (986–1034) | Konstanze von der Provence (986–1034) | Konstanze von der Provence (986–1034) |                                   |                                   | Dalmas I. von Semur               | Dalmas I. von Semur               | Dalmas I. von Semur | Dalmas I. von Semur | Dalmas I. von Semur | Dalmas I. von Semur |                 |                 | Aramburge       | Aramburge       | Aramburge | Aramburge | Aramburge | Aramburge |
| Sancho III. von Navarra (990–1035) | Sancho III. von Navarra (990–1035) | Sancho III. von Navarra (990–1035) | Sancho III. von Navarra (990–1035) | Sancho III. von Navarra (990–1035)     | Sancho III. von Navarra (990–1035)     |                                        |                                        | Munia Mayor von Kastilien (990–1066)   | Munia Mayor von Kastilien (990–1066)   | Munia Mayor von Kastilien (990–1066) | Munia Mayor von Kastilien (990–1066) | Munia Mayor von Kastilien (990–1066)      | Munia Mayor von Kastilien (990–1066)      |                                           |                                           | Alfons V. von León (994–1028)             | Alfons V. von León (994–1028)             | Alfons V. von León (994–1028) | Alfons V. von León (994–1028) | Alfons V. von León (994–1028) | Alfons V. von León (994–1028) |                             |                             | Elvira Mendes               | Elvira Mendes               | Elvira Mendes | Elvira Mendes | Elvira Mendes      | Elvira Mendes |  |  | Robert II. von Frankreich (972–1031) | Robert II. von Frankreich (972–1031) | Robert II. von Frankreich (972–1031) | Robert II. von Frankreich (972–1031) | Robert II. von Frankreich (972–1031) | Robert II. von Frankreich (972–1031) |                                   |                                   | Konstanze von der Provence (986–1034) | Konstanze von der Provence (986–1034) | Konstanze von der Provence (986–1034) | Konstanze von der Provence (986–1034) | Konstanze von der Provence (986–1034) | Konstanze von der Provence (986–1034) |                                   |                                   | Dalmas I. von Semur               | Dalmas I. von Semur               | Dalmas I. von Semur | Dalmas I. von Semur | Dalmas I. von Semur | Dalmas I. von Semur |                 |                 | Aramburge       | Aramburge       | Aramburge | Aramburge | Aramburge | Aramburge |
|                                    |                                    |                                    |                                    |                                        |                                        |                                        |                                        |                                        |                                        |                                      |                                      |                                           |                                           |                                           |                                           |                                           |                                           |                               |                               |                               |                               |                             |                             |                             |                             |               |               |                    |               |  |  |                                      |                                      |                                      |                                      |                                      |                                      |                                   |                                   |                                       |                                       |                                       |                                       |                                       |                                       |                                   |                                   |                                   |                                   |                     |                     |                     |                     |                 |                 |                 |                 |           |           |           |           |
|                                    |                                    |                                    |                                    | Ferdinand I. von Kastilien (1018–1065) | Ferdinand I. von Kastilien (1018–1065) | Ferdinand I. von Kastilien (1018–1065) | Ferdinand I. von Kastilien (1018–1065) | Ferdinand I. von Kastilien (1018–1065) | Ferdinand I. von Kastilien (1018–1065) |                                      |                                      |                                           |                                           |                                           |                                           |                                           |                                           |                               |                               | Sancha von León (1013–1067)   | Sancha von León (1013–1067)   | Sancha von León (1013–1067) | Sancha von León (1013–1067) | Sancha von León (1013–1067) | Sancha von León (1013–1067) |               |               |                    |               |  |  |                                      |                                      |                                      |                                      | Robert I. von Burgund (1011–1076)    | Robert I. von Burgund (1011–1076)    | Robert I. von Burgund (1011–1076) | Robert I. von Burgund (1011–1076) | Robert I. von Burgund (1011–1076)     | Robert I. von Burgund (1011–1076)     |                                       |                                       |                                       |                                       |                                   |                                   |                                   |                                   |                     |                     | Helie von Semur     | Helie von Semur     | Helie von Semur | Helie von Semur | Helie von Semur | Helie von Semur |           |           |           |           |
|                                    |                                    |                                    |                                    | Ferdinand I. von Kastilien (1018–1065) | Ferdinand I. von Kastilien (1018–1065) | Ferdinand I. von Kastilien (1018–1065) | Ferdinand I. von Kastilien (1018–1065) | Ferdinand I. von Kastilien (1018–1065) | Ferdinand I. von Kastilien (1018–1065) |                                      |                                      |                                           |                                           |                                           |                                           |                                           |                                           |                               |                               | Sancha von León (1013–1067)   | Sancha von León (1013–1067)   | Sancha von León (1013–1067) | Sancha von León (1013–1067) | Sancha von León (1013–1067) | Sancha von León (1013–1067) |               |               |                    |               |  |  |                                      |                                      |                                      |                                      | Robert I. von Burgund (1011–1076)    | Robert I. von Burgund (1011–1076)    | Robert I. von Burgund (1011–1076) | Robert I. von Burgund (1011–1076) | Robert I. von Burgund (1011–1076)     | Robert I. von Burgund (1011–1076)     |                                       |                                       |                                       |                                       |                                   |                                   |                                   |                                   |                     |                     | Helie von Semur     | Helie von Semur     | Helie von Semur | Helie von Semur | Helie von Semur | Helie von Semur |           |           |           |           |
|                                    |                                    |                                    |                                    |                                        |                                        |                                        |                                        |                                        |                                        |                                      |                                      |                                           |                                           |                                           |                                           |                                           |                                           |                               |                               |                               |                               |                             |                             |                             |                             |               |               |                    |               |  |  |                                      |                                      |                                      |                                      |                                      |                                      |                                   |                                   |                                       |                                       |                                       |                                       |                                       |                                       |                                   |                                   |                                   |                                   |                     |                     |                     |                     |                 |                 |                 |                 |           |           |           |           |
|                                    |                                    |                                    |                                    |                                        |                                        |                                        |                                        |                                        |                                        |                                      |                                      | Alfons VI. von León-Kastilien (1040–1109) | Alfons VI. von León-Kastilien (1040–1109) | Alfons VI. von León-Kastilien (1040–1109) | Alfons VI. von León-Kastilien (1040–1109) | Alfons VI. von León-Kastilien (1040–1109) | Alfons VI. von León-Kastilien (1040–1109) |                               |                               |                               |                               |                             |                             |                             |                             |               |               |                    |               |  |  |                                      |                                      |                                      |                                      |                                      |                                      |                                   |                                   |                                       |                                       |                                       |                                       | Konstanze von Burgund (1045–1093)     | Konstanze von Burgund (1045–1093)     | Konstanze von Burgund (1045–1093) | Konstanze von Burgund (1045–1093) | Konstanze von Burgund (1045–1093) | Konstanze von Burgund (1045–1093) |                     |                     |                     |                     |                 |                 |                 |                 |           |           |           |           |
|                                    |                                    |                                    |                                    |                                        |                                        |                                        |                                        |                                        |                                        |                                      |                                      | Alfons VI. von León-Kastilien (1040–1109) | Alfons VI. von León-Kastilien (1040–1109) | Alfons VI. von León-Kastilien (1040–1109) | Alfons VI. von León-Kastilien (1040–1109) | Alfons VI. von León-Kastilien (1040–1109) | Alfons VI. von León-Kastilien (1040–1109) |                               |                               |                               |                               |                             |                             |                             |                             |               |               |                    |               |  |  |                                      |                                      |                                      |                                      |                                      |                                      |                                   |                                   |                                       |                                       |                                       |                                       | Konstanze von Burgund (1045–1093)     | Konstanze von Burgund (1045–1093)     | Konstanze von Burgund (1045–1093) | Konstanze von Burgund (1045–1093) | Konstanze von Burgund (1045–1093) | Konstanze von Burgund (1045–1093) |                     |                     |                     |                     |                 |                 |                 |                 |           |           |           |           |
|                                    |                                    |                                    |                                    |                                        |                                        |                                        |                                        |                                        |                                        |                                      |                                      |                                           |                                           |                                           |                                           |                                           |                                           |                               |                               |                               |                               |                             |                             |                             |                             |               |               |                    |               |  |  |                                      |                                      |                                      |                                      |                                      |                                      |                                   |                                   |                                       |                                       |                                       |                                       |                                       |                                       |                                   |                                   |                                   |                                   |                     |                     |                     |                     |                 |                 |                 |                 |           |           |           |           |
|                                    |                                    |                                    |                                    |                                        |                                        |                                        |                                        |                                        |                                        |                                      |                                      |                                           |                                           |                                           |                                           |                                           |                                           |                               |                               |                               |                               |                             |                             |                             |                             |               |               | Urraca (1080–1126) |               |  |  |                                      |                                      |                                      |                                      |                                      |                                      |                                   |                                   |                                       |                                       |                                       |                                       |                                       |                                       |                                   |                                   |                                   |                                   |                     |                     |                     |                     |                 |                 |                 |                 |           |           |           |           |

### Nachkommen
Von 1087 bis 1107 war Urraca in erster Ehe mit Raimund von Burgund verheiratet, aus der zwei Kinder hervorgingen:
- Sancha (* vor 1095; † 28. Februar 1159).
- Alfons VII. (* 1. März 1105; † 21. August 1157), König von León und Kastilien.

Ihre zweite Ehe mit König Alfons I. von Aragón von 1109 bis 1112 blieb kinderlos.
Aus ihrem Verhältnis mit Pedro González de Lara hatte Urraca zwei uneheliche Kinder:
- Elvira Pérez de Lara (* um 1117; † nach 1174); 1. ⚭ mit García Pérez de Traba, Herr von Trastámara, 2. ⚭ mit Beltrán de Risnel.
- Fernando Pérez „Furtado“ de Lara (* vor 1123; † 1156).